# 阿子滩镇
阿子塘乡，是中华人民共和国甘肃省甘南藏族自治州卓尼县下辖的一个乡镇级行政单位。

## 行政区划
阿子塘乡下辖以下地区：
阿子滩村、足子村、板藏村、达架村、那子卡村、座车首村和盘元村。